# Zorotypus guineensis
Zorotypus guineensis är en jordlusart som beskrevs av Filippo Silvestri 1913. Zorotypus guineensis ingår i släktet Zorotypus och familjen Zorotypidae. Inga underarter finns listade i Catalogue of Life.